# Ahvenjärvi (Junosuando socken, Norrbotten, 752246-179945)
Ahvenjärvi är en sjö i Pajala kommun i Norrbotten och ingår i Torneälvens huvudavrinningsområde. Ahvenjärvi ligger i Torne och Kalix älvsystem Natura 2000-område.